# Psalm 80 (Roussel)
Psaume LXXX (Frans voor Psalm 80) op. 37 uit 1928 voor tenor, koor en orkest is een compositie van de Franse componist Albert Roussel. De tekst is de Franse vertaling van Psalm 80 door Louis Segond. Het werk werd opgedragen aan Koningin Elisabeth van België. De première was in Parijs in de Opéra tijdens het  Festival Roussel op 25 april 1929. De dirigent was destijds Georges Jouatte met het Orchestre Lamoureux. Een gemiddelde uitvoering duurt ongeveer twintig minuten.

## Discografie
- Orchestre de la Société des Concerts du Conservatoire en het koor van de Universiteit van Parijs onder leiding van Georges Tzipine in 1955 (EMI).
- Orchestre de Paris en het koor Stéphane Caillat onder leiding van Serge Baudo (EMI).
- Philharmonisch orkest van Luxemburg en de Europa ChorAkademie onder leiding van Bramwell Tovey (Timpani 1C1082) in 2004